# Francisco Tastás Moreno
Francisco Tastás Moreno, (Montevideo, 23 de octubre de 1910-Buenos Aires, 12 de mayo de 2007) fue un productor y director de cine y fotógrafo uruguayo precursor de la fotografía a color.

## Biografía
Hijo de Francisco Tastás Beya y Adoraida Moreno Perdomo, ambos de ascendencia española, cuyas familias emigraron a Uruguay durante el siglo XIX. Su madre también poseía ascendencia italiana emigrada desde la época de la colonia. En Maldonado, existe un valle que conserva el nombre Perdomo, en honor a su antepasado, que era su dueño (Abra de Perdomo).
Tastás se casó durante los años 40 con "Nené" Bianchetti Nugget, con la que tuvo dos hijos: Daniel Tastás, que nace en 1944 y muere en 1963 a la edad de 18 años en un trágico accidente de tráfico con su moto, y Nelly Tastás que nació en 1941 y ha alcanzado cierto renombre como pintora.
En agosto de 1955 se casa con Matilde Duque, con la cual tiene un hijo el mismo año (Dr. Ruben Tastás Duque, biólogo radicado en Suecia).
En los años 70 se casa con la psicóloga Lic. Teresa Muñoz con la que compartió más de 30 años de su vida hasta su muerte en mayo de 2007.
Fue uno de los sobrevivientes del naufragio del vapor de la carrera "Ciudad de Asunción" que hacía el trayecto entre Buenos Aires y Montevideo en el invierno de 1963. Aferrado a un cajón de madera, sobrevivió en las gélidas aguas del Río de la Plata, siendo rescatado muchas horas después cuando ya casi no le quedaban fuerzas.

## Trayectoria
Fue precursor de la fotografía a color y de la fotoquímica en el Río de la Plata. Además fue empresario (fundador de varias empresas, entre otras Kinefot en Argentina) e inventor de máquinas y procesos de revelado. ,.
Francisco Tastás fue el primero que procesó negativos a color en el Río de la Plata con el sistema alemán (AGFA), 5 años antes que la Kodak.

### Como cinematógrafo
Se cuenta como uno de los pioneros del cine uruguayo. . Realizó varias películas documentales y más de 500 noticieros, sobre todo dentro del ciclo "Uruguay al día". Noticieros que se exhibían en los cines antes que los largometrajes.
En 1939, fue uno de los camarógrafos que filmó desde un biplano el incendio y naufragio del acorazado de bolsillo Admiral Graf Spee, hundido por su comandante frente a Montevideo.
Comenzó como cinematografista en Uruguay, donde hizo tres largometrajes y más de 500 noticieros y documentales. Productor de cine y fotógrafo evolucionando a la introducción y desarrollo de los procesos fotoquímicos de revelado. Precursor de la fotografía en color. El primero en América Latina en revelar película fotográfica en color.
Realizó, además, tres largometrajes. Entre las producciones se cuentan:
- Radio Candelario (Producción y edición) (1939)  Comedia musical dirigida por Rafael Jorge Abella. Con Francisco Casella, Eduaro Depauli, Rosita Miranda, Miguel Ángel Manzi, etc.

- Detective a contramano (Producción y dirección) (1949)  Comedia de 70 minutos. Dirigida por Adolfo Fabregat. Editada por Daniel Spósito. Con Juan Carlos Mareco, Mirta Torres, Roberto Fontana en los papeles principales y Hugo Duharte, Marta Gularte, Dido Pastorino y Pebete Romero en otros papeles. La película se estrena el 6 de octubre de 1949 en el cine Grand Palace con transmisión en directo de CX24 La Voz del Aire. Satirizaba las películas policiales de la época. Tuvo gran éxito en Montevideo pero al tratar de exibirla en Buenos Aires estalla un conflicto diplomático entre Argentina y Uruguay lo que llevó a que no se pudiera presentar y a grandes pérdidas en la producción.

Tuvo en Montevideo un Taller de cinematografía donde, además de compaginar Uruguay al día que fuera un valioso archivo fílmico, se reunían un grupo de fotógrafos aficionados.

### Como empresario
Desde mediados del siglo XX, Francisco Tastás Moreno estableció empresas para diseñar y manufacturar diferentes tipos de máquinas de revelado en blanco y negro y en color, tanto en 16 mm como en 35 mm para varios laboratorios de Argentina y Uruguay y también ideó y construyó otros tipos de equipamiento para laboratorios fotográficos.
Representante de AGFA/ANSCO y el primero que introdujo el revelado a color en América Latina.
Fundó empresas como Rodin, ubicada en la calle Río Negro casi esquina con 18 de julio en Montevideo.
En 1961 abrió la empresa Kinefot en Buenos Aires. Inició sus actividades en la calle Charcas 1032 y 1013. Seis meses más tarde, abrió otro local en la calle Carlos Pelegrini al 1010 y un tercer local en la calle 7 de la ciudad de La Plata.
Con la ampliación de la Av. 9 de julio, la empresa se trasladó a un nuevo edificio de 3 pisos en la calle Talcahuano 244.
Allí se comenzó, en los primeros tiempos, solamente a revelar diapositivos, rollos, placas y  a duplicar diapositivas de manera totalmente manual.
A principios de los años 70, Tastás desarrolló procesos de revelado automático de invención propia con los que se podía revelar y copiar miles de rollos de fotografía diariamente. Al mismo tiempo, comenzó a diseñar máquinas de revelado automático, siendo un precursor a nivel internacional de lo que pocos años más tarde sería stándar en todo el mundo.
En 1976, poco antes del golpe militar, Francisco Tastás vende Kinefot (”prácticamente regalada”, según sus propias palabras) a su expareja Norma Celaya para dedicarse de lleno al desarrollo y a la producción de máquinas de revelado automático en una nueva empresa abierta para esos fines: AMPRO. Pero, con el golpe militar, llegó la apertura de las importaciones y fue imposible competir en la producción de minilabs contra las grandes empresas multinacionales Kodak, Fuji y Agfa.
En 1990 abre junto con la Lic. en Psicología, Teresa Muñoz de Tastás, y Tomás Cirilo, la empresa Suiji Química, especializada en la producción de productos químicos para los procesos de revelado.

## Obras
- Mecánica Química y Sensitometria Fotocolor. 1987

## Reconocimientos
- Agosto de 2001     CIFA CAMARA DE LA INDUSTRIA FOTOGRAFICA ARGENTINA
- 2007   FOTOIMAGEN: "Homenaje a un sabio" Cecilia Labate
- 2007   Francisco Tastás Moreno en el recuerdo.  Fotoimágen No 13 (Homenaje póstumo)